# Thanatus ornatus
Thanatus ornatus es una especie de araña cangrejo del género Thanatus, familia Philodromidae. Fue descrita científicamente por Lucas en 1846.

## Distribución
Esta especie se encuentra en Argelia.